# Denis Rabaglia
Denis Rabaglia (Martigny, 31 maggio 1966) è un regista svizzero con cittadinanza italiana per via delle sue origini.

## Biografia
Nel 2000 ha partecipato al Festival internazionale del film di Locarno con il film drammatico Azzurro, che ha visto la partecipazione di Paolo Villaggio.
Si è ripresentato a Locarno nel 2008 con il film Marcello Marcello.

## Filmografia parziale

### Cinema
- Azzurro (2000)
- Marcello Marcello (2008)
- Un nemico che ti vuole bene (2018)